# Ateez
Az ATEEZ (Hangul:에이티즈 eitidzsü) egy 2018. október 24-én debütált, 8 tagú koreai fiúcsapat, a KQ entertainment alatt. Nevük az "A TEEnager Z"-ből jön. Rajongói klubjuk neve az Atiny, ami az ATEEZ és a Destiny szavak konbinációja. A közönség számára 2017-ben lett ismert a "MIXNINE" meghallgatásán 9 taggal. A csapatot KQ Fellaz néven követhettük. A KQ Fellaz-ban 9-en voltak, végül Junyoung (Dzsunjong) nem került be a győztes 8 közé, viszont ő még mindig a KQ entertainment gyakornoka.

## Tagok
| Név                     | Születési dátum és életkor   | Pozíció                       |
| ----------------------- | ---------------------------- | ----------------------------- |
| Kim Hongdzsung (김홍중) | 1998. november 7. (26 éves)  | vezető, vezérrapper, producer |
| Pak Szonghva (박성화)   | 1998. április 3. (27 éves)   | vezérvokalista, vizuál        |
| Csong Junho (정윤호)    | 1999. március 23. (26 éves)  | főtáncos, vezérvokalista      |
| Kang Joszang (강여상)   | 1999. június 15. (26 éves)   | vizuál, alvokalista, táncos   |
| Cshö Szan (최산)        | 1999. július 10. (25 éves)   | vezérvokalista                |
| Szong Mingi (송민기)    | 1999. augusztus 9. (25 éves) | fő rapper, főtáncos           |
| Csong Ujong (정우영)    | 1999. november 26. (25 éves) | főtáncos, vokalista           |
| Cshö Dzsongho (최종호)  | 2000. október 12. (24 éves)  | fővokalista, maknae           |

## Diszkográfia
- 2018

Treasure EP.1: All to Zero
- 2019

Treasure EP.2: Zero to One
Treasure EP.3: One to All
Treasure EP.4 Fin.: All to Action
Treasure EP. Extra: Shift the Map
- 2020

Treasure Epilogue: Action to Answer
Treasure EP: Map to Answer
Zero: Fever Part.1
- 2021

Zero: Fever Part.2
Into the A to Z
Zero: Fever Part.3
Zero: Fever Epilogue
- 2022

BEYOND: ZERO
The World EP.1: Movement